# Zoo de Nanning (métro de Nanning)
La gare du Zoo de Nanning (chinois : 动物园站 / pinyin : Dòngwùyuán zhàn / zhuang : Camh Dungvuzyenz / anglais officiel : Nanning Zoo Station) est une station de métro de la ligne 1 du métro de Nanning. Ouverte le 28 décembre 2016, la station comprend trois entrées et une seule plateforme.

## Situation ferroviaire
La station et ses entrées sont situées de part et d'autre du carrefour des rues Daling Lu, Xinyuan Lu et Daxuedong Lu. La station est la septième sur la ligne 1 à partir de l'ouest.

## Histoire

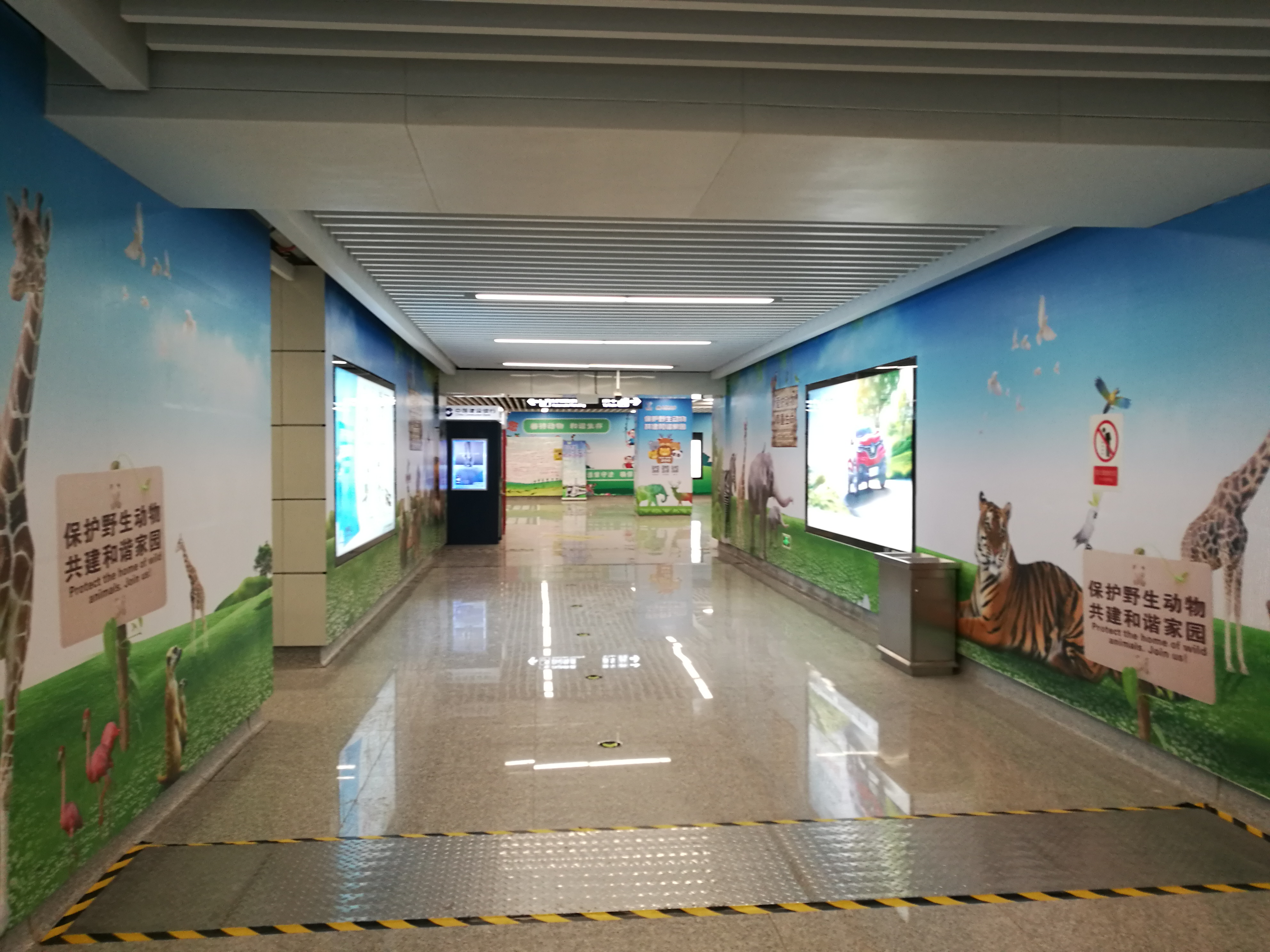
Halls de la station à l'effigie du zoo de Nanning.

La station ouvre le 28 décembre 2016.

## Service des voyageurs

### Horaires
La station est ouverte de 6h30 à 22h30 et la fréquence des passages est de 6 minutes et 30 secondes pendant les heures de pointe (7h30 à 9h00 et de 17h30 à 19h30) et de 7 minutes durant le reste de la journée. Originellement, la station était prévue ouvrir de 6h30 à 22h00 et les passages de 7 à 8 minutes, avant des modifications apportées par le bureau des transports le 28 juin 2017. Le premier train partant de Shibu arrive à 6h30 et le dernier à 22h44, tandis que les premiers et derniers trains partant de la gare de Nanning-est arrivent à 6h54 et 23h09 respectivement.

### Entrées et sorties

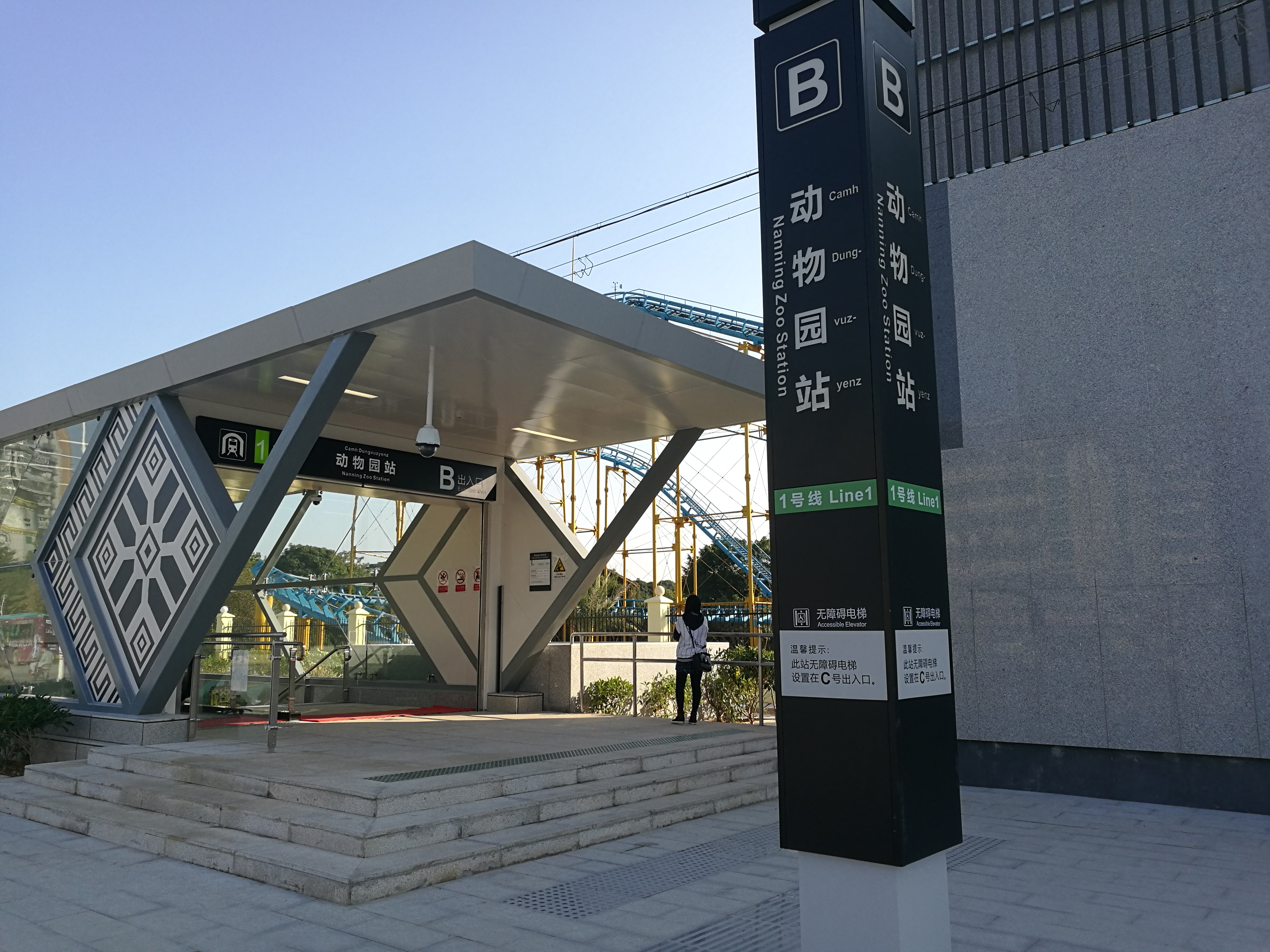
Entrée B.

La station est accessible par trois entrées différentes, de part et d'autre de la rue Daxuedong Lu. La sortie C comprend un ascenseur pour les personnes handicapées.
| Numéro                                         | Destinations proches |
| ---------------------------------------------- | --- |
| Sortie B                                       | Daxuedong Lu, Dahua Lu, garderie Dahua, quartier Yihuaju                                                                                     |
| Sortie C                                       | Daxuedong Lu, Zoo de Nanning |
| Sortie D                                       | Daxuedong Lu, Keyuan Dadao, Banque de sang de Nanning, École intermédiaire No. 35, Quartier de développement de haute technologie du Guangxi |
| Légende： Ascenseur pour personnes handicapées | |

### Desserte et structure
La station comprend une seule plateforme et aucun quai latéral.
| Niveau 0   | Entrées et sorties                                           | Entrées et sorties                                         |
| Sous-sol 1 | Salle d'accueil                                              | Service à la clientèle, boutiques et guichet libre-service |
| Sous-sol 2 |                                                              | Ligne 1 Voie 1 : En direction de Shibu                     |
| Sous-sol 2 | Quai central                                                 |                                                            |
| Sous-sol 2 | Ligne 1 Voie 2 : En direction de la Gare de Nanning-est (zh) |                                                            |